# Robert Duranton
Robert Duranton (alias Bobby Duranton), né à Paris le 11 septembre 1926, et mort le 7 février 2005 à Sallanches, est une figure emblématique du catch français dans les années 1960.

## Biographie
Initialement lutteur professionnel, Robert Duranton connaît la célébrité comme catcheur professionnel, à l'époque où les matchs sont retransmis à la télévision. 
Il est élu Monsieur France en 1946, 1948, 1949 et 1950 ainsi que Monsieur Europe en 1951[réf. nécessaire].
Il est également connu pour ses très courtes apparitions cinématographiques (principalement en raison de sa constitution physique), dont la plus célèbre est certainement la scène du film Le Corniaud (1965), où le culturiste à l'imposante carrure voisine le frêle Louis de Funès  dans une salle de douches communes de camping. Il apparaît également dans Le Casse (1971) et Les Aventures de Rabbi Jacob (1973).

## Filmographie

### Cinéma
- 1965 : Le Corniaud : l'athlète sous la douche
- 1967 : Sept fois femme : Didi
- 1971 : Le Casse : le culturiste dans la boîte de nuit (scène coupée au montage)
- 1973 : Les Aventures de Rabbi Jacob : un CRS à Orly
- 1983 : Baby Cat : Sergio, le chauffeur